# Nachal Samach
Nachal Samach (hebrejsky: נחל סמך, arabsky: Vádí al-Samak) je vodní tok v Izraeli, respektive na Golanských výšinách okupovaných Izraelem od roku 1967.
Pramení poblíž pahorku Giv'at Orcha, na náhorní planině v jihovýchodní části Golanských výšin. Směřuje pak k jihozápadu plochou odlesněnou krajinou. Poté, co mine lokální silnici 808, plní umělou vodní nádrž Ma'agar Revaja. Poblíž vesnice Natur se postupně zařezává do podloží a vytváří úzké údolí. U obce Gešur přijímá zleva tok Nachal El Al a stáčí se k západu. V sevření okolních svahů pak pokračuje ke Galilejskému jezeru, do kterého ústí jižně od vesnice Ramot, poblíž lokality byzantských památek v Kursi.
Koncem 19. století toto údolí prozkoumal britský cestovatel a filozof Laurence Oliphant. Navrhl tudy vést spojovací trať na takzvanou Hidžázskou železnici. To ale nebylo realizováno a spojovací trať vedla nakonec údolím řeky Jarmuk.
Na dolním toku má Nachal Samach celoroční průtok. V roce 2005 poškodil vegetaci v údolí Nachal Samach rozsáhlý požár, který zasáhl 3500 dunamů (3,5 kilometrů čtverečních) porostů.